# Certina
Certina je švýcarský výrobce hodinek. Firma byla založena v roce 1888 ve městě Grenchen bratry Adolfem a Alfredem Kurth. Certina je v současnosti členem skupiny SWATCH.

## Historie

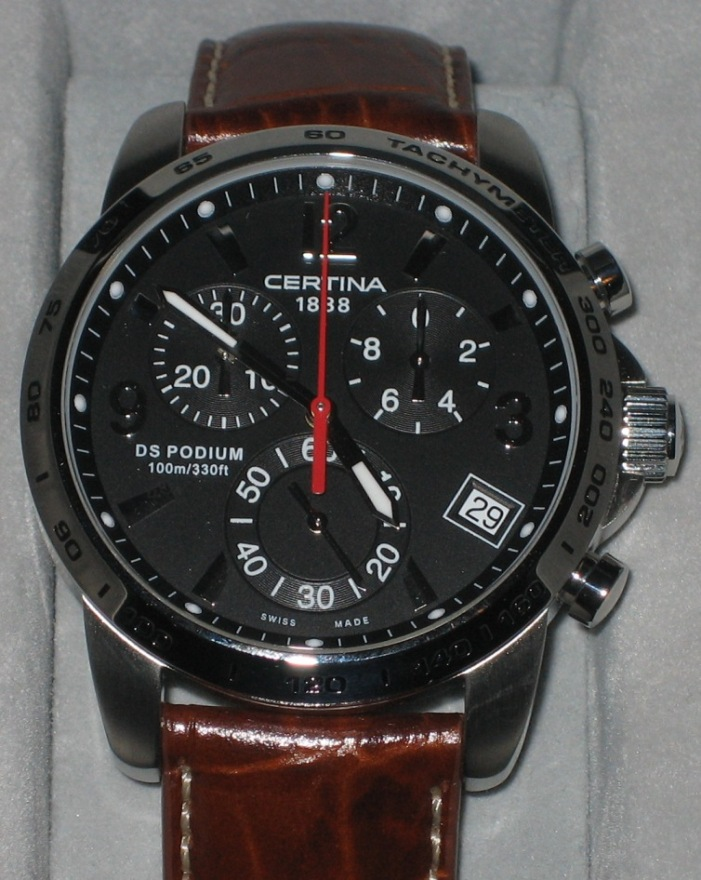
Certina

Certina založili v roce 1888 v Grenchenu bratři Adolf and Alfred Kurth. Dílna se třemi z opened in Grenchen their first movement and supplies factory for the watchmaking industry.  kdy se v Grenchenu objevily první továrny hnutí a dodávek pro hodinářský průmysl.
V počátcích Certiny pracovali pro firmu tři zaměstnanci v dílně, která byla propojena s rodinným domem. Certina nejprve nevyráběla po dobu několika let kompletní hodinky, ale vyráběla díly pro jiné výrobce hodinářského průmyslu. Do roku 1938 společnost expandovala a zaměstnávala 250 lidí.V témž roce také oslavila 50. výročí založení společnosti. V té době byla Certina již známá jako průkopník v hodinářském průmyslu.
Certina pokračovala v expanzi a roku 1955 zaměstnávala v továrně a kancelářích 500 zaměstnanců; vyráběla 1 000 hodinek denně. Certina zpracovala nový podnikatelský plán, který rozšířil její činnosti; té době byla Certina považována za jednoho z nejlepších a nejlépe vybavených výrobců hodinek na světě. Do roku 1972 zaměstnávala Certina 900 lidí a každý rok vyrobila 600 000 hodinek. Společnost se umístila jako první na většině významných veletrhů klenotnictví a získala ocenění „International Diamonds Awards“ a „Golden Rose“. Do této doby Certina produkovala 375 000 hodinkových dílů denně, pro které spotřeboval 53 000 rubínů.

## Technologie a materiály

### DS koncept
Koncept dvojité ochrany Certina byl poprvé zaveden v roce 1959. Tato ochrana znamenala pro hodinky několikanásobně větší odolnost než bylo běžné. Princip je ve speciálně uloženém strojku uvnitř posíleného obalu. Díky tomu vydržely hodinky náraz ze 6 metrů oproti 1,8–2,2 metrům automatických hodinek té doby. Voděodolnost se zvýšila na 20 atmosfér. Certina hodinky měly například švýcarští horolezci v roce 1960 při výstupu na Dhaulagiri (8222 m n. m.), kde byly testovány a následně vydržely změny tlaku. Při výrobě hodinek Certina se používají kvalitní materiály jako kvalitní nerezová ocel, diamanty a safírová sklíčka odolná vůči poškrábání. Hodinky pohánějí švýcarské strojky ETA a automatické strojky.

## Sponzoring a Partnerství
V roce 2000 (desetiletí) došlo k mnoha novým partnerstvím s motoristickými společnostmi včetně Colin McRae, Sete Gibernau a nakonec týmem Sauber Petronas Formule 1, který byl přejmenován na tým Sauber Formule One, v němž se Certina v současné době věnuje sponzorství. Certina byla časoměřičkou motocyklové Grand Prix v 90. letech. Certina sponzorovala mistrovství světa v rally v roce 2014.

## Značka Certina
V roce 1906 byla poprvé použita značka Certina, přičemž Adolf a Alfred se rozhodli nazývat své hodinky "Grana", krátkou podobu "Granatus", latinského názvu pro Grenchen.
V roce 1938 společnost přijala jméno "Certina", převzaté z latiny "certus", což znamená "jisté", "jisté", jako jejich exkluzivní ochrannou známku pro export a uvádění na trh svých vynikajících kvalitních hodinek Swiss Made.V roce 2014 Certina změnila své červené logo s novějším klasickým hlediskem. Nové logo používá symbol želvy, symbolizující ochranu proti vodě a nárazům. Změna barvy loga a značek byla proto, že se Certina chtěla přesunout do dražšího a kvalitnějšího segmentu. Rozlišuje to od společnosti Tissot, další značky ve skupině Swatch Group. Dopad změn ve značce byl integrací lepších a přesnějších pohybů jako je PreciDrive do nových verzí.